# Bishopsgate
Bishopsgate est une rue de Londres.

## Situation et accès
Elle va de Gracechurch Street à Norton Folgate (en).
Elle traverse le cœur du district financier de la Cité de Londres, dont les environs constituent l'un des 25 Wards (quartier traditionnels) de cette dernière.

## Origine du nom
Elle tient son nom au fait que l'une des six portes permettant de franchir le mur de Londres, enceinte qui avait été édifiée par les Romains afin de défendre Londinium, était construite sur son axe.

## Historique
Son nom est associé, en 1649, à une mutinerie, la mutinerie de Bishopsgate, et, en 1993, à un attentat, l'attentat de Bishopsgate.

## Bâtiments remarquables et lieux de mémoire
L'église St Helen's Bishopsgate y est située.